# Championnat du monde de Scrabble classique
Pour les articles homonymes, voir Championnats du monde de Scrabble.
Le Championnat du Monde de Scrabble classique (appelé en 2006-2007 Coupe du monde de Scrabble classique) est la principale épreuve internationale de Scrabble classique en français. Son vainqueur est le champion du monde de la discipline.
Cette compétition est organisée sous l'égide de la Fédération internationale de Scrabble francophone et a lieu chaque année dans le cadre des Championnats du monde de Scrabble francophone depuis 2006.

## Qualification

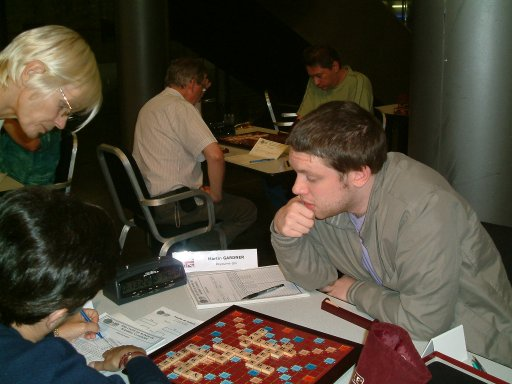
Une partie du premier Championnat du monde de Scrabble classique.

Le Championnat du monde de Scrabble classique n'est accessible qu'aux joueurs qualifiés selon un quota de places alloué à chaque pays membre de la FISF et qui peut être réévalué chaque année. Chaque fédération organise des sélections comme elle l'entend. Les pays non-membres de la FISF ont droit à un maximum de deux participants. Les finalistes de l'année précédente ainsi que les anciens champions du monde sont qualifiés automatiquement hors quota national. Un quota supplémentaire de 6 places est alloué au pays organisateur. Depuis 2022, une à trois places bonus sont attribuées aux pays ayant au moins 3 joueurs classés dans les 100 premiers mondiaux à l'issue du Championnat du Monde, à concurrence de 3 places bonus maximum.
Pour Louvain-la-Neuve en 2015, les quotas ont été de 14 Belges (8 qualifiés + 6 comme pays organisateur), 14 Français, etc. Les quotas des pays africains sont théoriques et adaptés à la venue effective des joueurs aux championnats du monde.
Depuis 2008, un tournoi open qualificatif est organisé la veille du Championnat du monde de Scrabble classique. Il qualifie un joueur par dizaine de joueurs participants  : Dakar, 72 joueurs (8 qualifiés) ; Mons, 40 joueurs (4 qualifiés). Quand le championnat a lieu en Afrique, ce sont trois joueurs par dizaine de participants qui sont qualifiés. Le premier joueur non qualifié du tournoi open est en « réserve » en cas de nombre impair de participants au Championnat du Monde.

## Mode de jeu
Le tournoi se déroule en système de type « suisse », sans répétitions. Le nombre de parties est passé successivement de 12 en 2006 à 14 en 2007, 17 en 2012 et enfin 24 en 2023. À l'issue de ce tournoi, les deux premiers disputent une finale en deux manches gagnantes de 2006 à 2022, puis en trois manches gagnantes à partir de 2023, sans tenir compte de la partie éventuellement jouée entre les deux finalistes lors de la phase de rondes.
Les joueurs sont classés par des points de match : 3 points pour une victoire, 2 pour un nul, 1 pour une défaite et 0 en cas de forfait. En cas d'égalité de points de match, des points de matchs particuliers sont pris en compte si tous les joueurs concernés se sont rencontrés : par exemple, si deux joueurs ont le même nombre de points de match à la fin du tournoi, le vainqueur du match entre ces deux joueurs marque 3 points de match particulier et l'autre en marque un seul. En troisième critère de départage, c'est la différence de points qui est utilisée (la différence de points sur une partie étant limitée à 100 en valeur absolue, afin d'éviter de donner une importance démesurée à une partie).

## Palmarès
Les trois premières éditions de cette épreuve ont été remportées par des joueurs africains : Parfait Mouanda (Congo-Brazzaville) en 2006, Amar Diokh (Sénégal) en 2007 et Élisée Poka (Côte d'Ivoire) en 2008. Les joueurs africains occupant même 4 des 5 premières places en 2006 et 2008, la relative mauvaise performance de 2007 s'expliquant par le fait que très peu de joueurs ont pu faire le voyage !
Le Scrabble classique est en effet très populaire en Afrique, bien plus que sa variante, le Scrabble duplicate qui a prospéré en France, Belgique, Suisse et au Québec. 

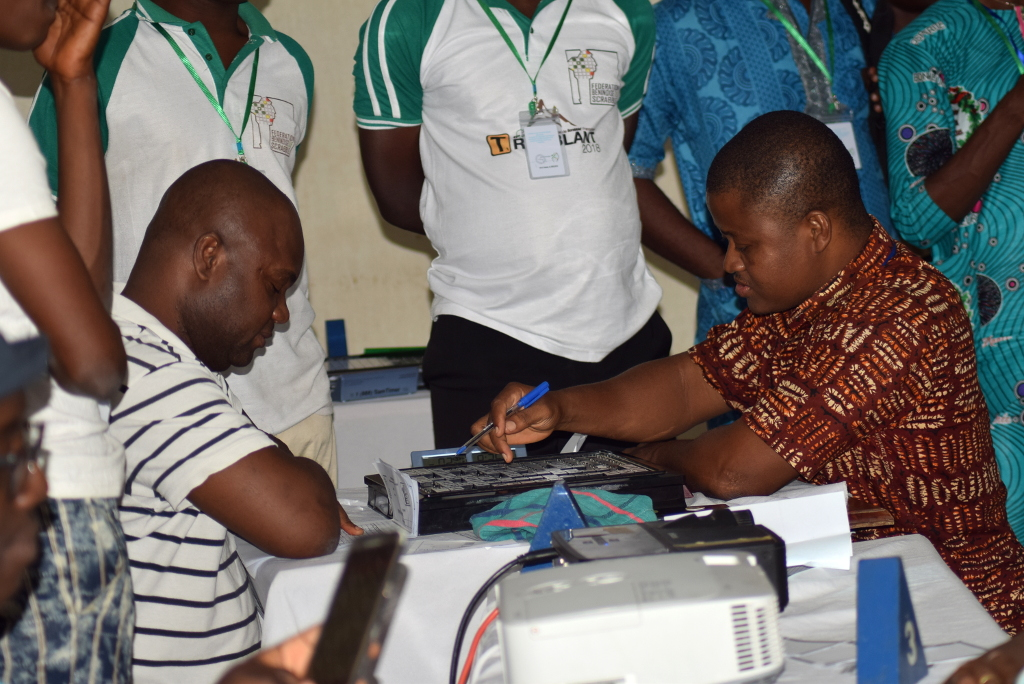
Julien Affaton en 2019.

Les cinq éditions suivantes ont été remportées par des joueurs français  : Benjamin Valour (2009), Christian Coustillas (2010, 2013), Jean-François Ramel (2011) et Pierre-Olivier Georget (2012). 
Le Béninois Julien Affaton a été finaliste en 2011, 2012 et 2013 et a finalement remporté le titre en 2014 devant le Gabonais Schélick Ilagou Rekawe. Ce dernier perdant à nouveau en finale en 2015 devant le phénoménal Nigel Richards, déjà multiple champion du monde anglophone.
En 2016, retour gagnant de la Côte d'Ivoire avec la victoire d'Abib Alabi et la troisième place d'Ahmed Sanoko. En 2017, deuxième titre pour Benjamin Valour et quatrième finale perdue consécutive pour le Gabon, qui attend encore son premier titre. Nigel Richards champion 2015, récidive en 2018 devant l'Ivoirien Gueu Mathieu Zingbe. L'édition 2019 a été remportée pour la première fois par un joueur québécois, Francis Desjardins qui a battu en finale le vainqueur de Dakar en 2008, l'Ivoirien Elisée Poka. Les championnats d'Abidjan ont été annulés en 2020 du fait de la pandémie de Covid-19. L'édition 2021 voit pour la première fois une participation importante du Cameroun, qui impose deux de ses joueurs en finale. Autre première, la participation de deux joueurs grecs.
En 2022, la Côte d'Ivoire remporte un troisième titre avec Mamadou Sanoko et place quatre joueurs dans les six premiers. L'année suivante, le béninois François-Xavier Adjovi, déjà deux fois troisième par le passé, remporte le titre pour la première édition en 24 rondes. En 2024, à Montauban, le tournoi accueille 104 joueurs (un record) et voit le triomphe de la France qui place trois joueurs sur le podium. En 2025, 84 joueurs sont engagés à Trois-Rivières au Québec. C'est le français Quentin Mallegol qui l'emporte au terme d'une finale à suspense face à l'étoile montante du scrabble africain, le camerounais King Josaphat Chewa

### 2025 - Trois-Rivières (Québec)
Record de participation pour une édition au Québec avec 84 participants - l'ancien record était de 46 joueurs qualifiés par leurs fédérations et l'Open qualificatif, à Mont-Tremblant, en 2018. Les deux Congos, le Tchad et le Togo font leur grand retour mais se font voler la vedette par la présence du néo-zélandais Nigel Richards, après six ans d'absence.
17 pays représentés : Algérie 1, Belgique 5, Bénin 10, Burkina Faso 7, Cameroun 11, Congo-Brazzaville 1, Congo-Kinshasa 1, Côte d'Ivoire 3, France 22, Grèce 1, Nouvelle-Zélande 1, Québec 8, Roumanie 2, Sénégal 4, Suisse 2, Tchad 1, Togo 4 joueurs
La finale, diffusée par la fédération québécoise des clubs de Scrabble francophone, a vu la victoire du français Quentin Mallegol
 sur le prodige camerounais King Josaphat Nkouete Chewa par trois manches à deux (342-455, 448-519, 534-510, 512-366, 503-451). Le français a dominé la phase principale, commençant par 13 victoires - égalant le record établi par Pierre-Olivier Georget en 2012 à Montauban - avant de subir une défaite et de remporter à nouveau huit victoires de rang. Bien que mené en finale par 0-2, il a remporté les trois parties suivantes, dont la dernière et décisive, en faisant un choix déterminant à son avant-dernier coup, enlevant ainsi la victoire à son adversaire.
| Rang |                     | Score |                                  |
| 1    | Quentin MALLEGOL    | 66    | France                           |
| 2    | King Josaphat CHEWA | 63    | Cameroun                         |
| 3    | Hervé BONI          | 57    | Bénin                            |
| 4    | Francis DESJARDINS  | 56    | Québec                           |
| 5    | Fabien DOUTE        | 56    | France                           |
| 6    | Arnaud MULONDA      | 56    | République démocratique du Congo |
| 7    | Marius EYENE        | 54    | Cameroun                         |
| 8    | Antonin MICHEL      | 54    | France                           |
| 9    | Elisée POKA         | 54    | Côte d'Ivoire                    |
| 10   | Guillaume LECUT     | 54    | France                           |

Classement avant la finale

### 2024 - Montauban (France)
Retour à Montauban, douze ans après : record de participation avec 104 engagés et un nouveau pays représenté : la Thaïlande.
16 pays représentés : Algérie 2, Belgique 6, Bénin 10, Burkina Faso 1, Cameroun 11, Côte d'Ivoire 12, France 27, Gabon 8, Grèce 1, Guinée 2, Maroc 1, Québec 5, Roumanie 3, Sénégal 9, Suisse 5, Thaïlande 1
La finale, diffusée par la fédération française de Scrabble francophone, a vu la victoire du français Fabien Douté  sur son compatriote Jérôme Guérel par trois manches à deux (394-411, 499-436, 314-633, 508-436, 668-323).
| Rang |                        | Score |               |
| 1    | Fabien DOUTE           | 66    | France        |
| 2    | Jérôme GUEREL          | 60    | France        |
| 3    | Antonin MICHEL         | 59    | France        |
| 4    | Mamadou SANOKO         | 56    | Côte d'Ivoire |
| 5    | Elisée POKA            | 56    | Côte d'Ivoire |
| 6    | Gilles SAUZE           | 56    | France        |
| 7    | Patrick Ulrich SEUNANG | 56    | Cameroun      |
| 8    | Tom COURTOIS           | 56    | France        |
| 9    | Stéphane GUEREL        | 56    | France        |
| 10   | Youssofa MOWA          | 55    | Cameroun      |

Classement avant la finale

### 2023 - Bulle (Suisse)
Nouvelle formule de jeu pour ces championnats du monde : 24 rondes avec une finale en 3 manches gagnantes.
74 joueurs de 12 pays : Algérie (1), Belgique (6), Bénin (6), Burkina Faso (7), Cameroun (8), Côte d'Ivoire (5), France (19), Gabon (2), Grèce (1), Québec (5), Roumanie (2), Sénégal (4), Suisse (8)
24 parties (maximum 72 points de match). La finale, diffusée par la fédération suisse de Scrabble francophone, a vu la victoire de François-Xavier Adjovi du Bénin sur Ousmane Lengané du Burkina-Faso par trois manches à zéro (445-404, 489-476, 475-403).
| Rang |                        | Score |               |
| 1    | François Xavier ADJOVI | 58    | Bénin         |
| 2    | Ousmane LENGANE        | 60    | Burkina Faso  |
| 3    | Quentin MALLEGOL       | 58    | France        |
| 4    | Mamadou SANOKO         | 56    | Côte d'Ivoire |
| 5    | Emmanuel RIVALAN       | 56    | France        |
| 6    | François Roland BALOG  | 56    | Cameroun      |
| 7    | Cédric SPANG           | 56    | France        |
| 8    | Paul BERGERON          | 56    | Québec        |
| 9    | Enzo YERLY             | 54    | Suisse        |
| 10   | Samson TESSIER         | 54    | France        |

Classement avant la finale

### 2022 - Louvain la Neuve (Belgique)
82 joueurs de 14 pays : Algérie (1), Belgique (13), Bénin (6), Cameroun (10), Côte d'Ivoire (5), France (20), Gabon (7), Grèce (2), Maroc (1), Mauritanie (2), Québec (5), Roumanie (2), Sénégal (4), Suisse (4)
17 parties (maximum 51 points de match). La finale a vu la victoire de Mamadou Sanoko sur Gauthier Houillon par deux manches à zéro (473-427, 458-422).
| Rang |                                | Score |               |
| 1    | Mamadou SANOKO                 | 43    | Côte d'Ivoire |
| 2    | Gauthier HOUILLON              | 41    | France        |
| 3    | Elisée POKA                    | 41    | Côte d'Ivoire |
| 4    | Jean-François HIMBER           | 41    | France        |
| 5    | Séri Franck BALOU BI           | 41    | Côte d'Ivoire |
| 6    | Abib ALABI                     | 41    | Côte d'Ivoire |
| 7    | Nicolas BEAUFORT               | 39    | France        |
| 8    | Patrick Ulrich SEUNANG         | 39    | Cameroun      |
| 9    | Emile AGBANGLASSI              | 39    | Bénin         |
| 10   | Darel Oswaldo MOUSSODOU PAMBOU | 39    | Gabon         |

Classement avant la finale

### 2021 - Aix-les-Bains (France)
68 joueurs de 11 pays : Algérie (1), Belgique (8), Cameroun (9), Côte d'Ivoire (5), France (27), Gabon (1), Grèce (2), Québec (1), Roumanie (1), Sénégal (9), Suisse (4)
17 parties (maximum 51 points de match). La finale 100% camerounaise a vu la victoire de Eric Tchouyo par deux manches à une (441-506, 534-418, 505-367) face à Amédée Assomo. L'opposition a été retransmise par la Fédération française de Scrabble francophone.
| Rang |                       | Score |               |
| 1    | Éric Salvador TCHOUYO | 43    | Cameroun      |
| 2    | Amédée ASSOMO         | 43    | Cameroun      |
| 3    | Nicolas BARTHOLDI     | 43    | Suisse        |
| 4    | Séri Franck BALOU BI  | 41    | Côte d'Ivoire |
| 5    | Benjamin VALOUR       | 40    | France        |
| 6    | Hervé MOLLARD         | 39    | France        |
| 7    | Samson TESSIER        | 39    | France        |
| 8    | Mamadou GUENE         | 39    | Sénégal       |
| 9    | Atté Léon EBARRE      | 39    | Côte d'Ivoire |
| 10   | Nicolas BEAUFORT      | 39    | France        |

Classement avant la finale

### 2019 - La Rochelle (France)
80 joueurs de 15 pays : Algérie (3), Belgique (8), Bénin (7), Burkina (3), RD Congo (1), Côte d'Ivoire (3), France (28), Gabon (8), Québec (5), Madagascar (2), Nouvelle-Zélande (1), Roumanie (3), Sénégal (1), Suisse (4), Togo (3).
17 parties, un maximum de 51 points de match. Francis Desjardins remporte la finale par deux manches à une (430-317, 439-502, 455-440) face à Elisée Poka.
| Rang |                         | Score |                  |
| 1    | Francis DESJARDINS      | 47    | Québec           |
| 2    | Élisée POKA             | 44    | Côte d'Ivoire    |
| 3    | Belphégore MPAGA RETENO | 41    | Gabon            |
| 4    | Serge DELHOM            | 41    | France           |
| 5    | Nigel RICHARDS          | 41    | Nouvelle-Zélande |
| 6    | Antonin MICHEL          | 41    | France           |
| 7    | Benoît DELAFONTAINE     | 39    | Suisse           |
| 8    | Kévin MENG              | 39    | Suisse           |
| 9    | Maxime BATTEFORT        | 39    | France           |
| 10   | Lathro Thierry LATH     | 39    | Côte d'Ivoire    |

Classement complet
Francis Desjardins devient le premier Québécois à remporter le titre. La Côte d'Ivoire atteint cette année encore la finale mais n'obtient toujours pas de troisième titre. La participation importante cette année a fait de cette édition une des plus relevées depuis la création de l'épreuve. La question de l'augmentation du nombre de parties a été soulevée par de nombreux joueurs.

### 2018 - Tremblant (Québec)
46 joueurs de 13 pays : Algérie (1), Belgique (4), Bénin (2), Cameroun (1), Côte d'Ivoire (4), France (18), Gabon (1), Québec (5), Nouvelle-Zélande (1), Roumanie (1), Sénégal (1), Suisse (4), Togo (2).
17 parties, un maximum de 51 points de match. Nigel Richards remporte la finale par deux manches à une (371-421, 477-367, 522-339) face à Gueu Mathieu Zingbé. L'opposition a été diffusée par la Fédération québécoise des clubs de Scrabble francophone,,
| Rang |                       | Score |                  |
| 1    | Nigel RICHARDS        | 45    | Nouvelle-Zélande |
| 2    | Gueu Mathieu ZINGBÉ   | 43    | Côte d'Ivoire    |
| 3    | Jean-François LACHAUD | 41    | France           |
| 4    | Christian COUSTILLAS  | 41    | France           |
| 5    | Kévin MENG            | 39    | Suisse           |
| 6    | Francis DESJARDINS    | 39    | Québec           |
| 7    | Gauthier HOUILLON     | 39    | France           |
| 8    | Nicolas BARTHOLDI     | 37    | Suisse           |
| 9    | Louis EGGERMONT       | 37    | Belgique         |
| 10   | Marie-Hélène GANDY    | 37    | France           |

Classement complet
Nigel Richards devient le troisième joueur à gagner le titre pour la deuxième fois, après sa victoire en 2015. La Côte d'Ivoire atteint une nouvelle finale mais n'obtient pas de troisième titre. Une participation africaine en berne, une fois encore à cause de visas obtenus tardivement (Gabon, Congo...) ou refusés (notamment le champion du monde 2014 Julien Affaton).

### 2017 - Martigny (Suisse)
74 joueurs de 13 pays : Algérie (2), Belgique (8), Bénin (9), Côte d'Ivoire (2), France (20), Gabon (9), Mauritanie (2), Nouvelle-Zélande (1), Québec (6), Roumanie (3), Sénégal (2), Suisse (7), Togo (3).
17 parties, un maximum de 51 points de match.
Lors de la finale, Benjamin Valour bat Belphégore Mpaga Reténo par deux manches à zéro (501-441, 569-411). La rencontre a été diffusée par la Fédération suisse de Scrabble francophone,.
| Rang |                         | Score |                  |
| 1    | Benjamin VALOUR         | 43    | France           |
| 2    | Belphégore MPAGA RETENO | 43    | Gabon            |
| 3    | Samson TESSIER          | 41    | France           |
| 4    | Darel MOUSSODOU PAMBOU  | 41    | Gabon            |
| 5    | Christian COUSTILLAS    | 40    | France           |
| 6    | Julien AFFATON          | 39    | Bénin            |
| 7    | Nigel RICHARDS          | 39    | Nouvelle-Zélande |
| 8    | Hervé Ayodélé BONI      | 39    | Bénin            |
| 9    | Emmanuel RIVALAN        | 39    | France           |
| 10   | Jean-François HIMBER    | 39    | France           |

Classement complet
Benjamin Valour devient le deuxième joueur à gagner le titre pour la deuxième fois, après sa victoire en 2009. C'est la quatrième année avec trois joueurs différents que le Gabon est finaliste malheureux, cette année avec Belphégore Reténo. Un autre Gabonais, Darel Moussodou Pambou termine quatrième montrant encore une fois la régularité de ce pays au plus haut niveau. Samson Tessier, champion duplicate et nouveau joueur régulier de Scrabble classique complète le podium. Nigel Richards toujours présent est septième. Malgré une participation en baisse, le Scrabble africain place 4 joueurs dans les 10 premiers.

### 2016 - Agadir (Maroc)
70 joueurs de 17 pays : Algérie (1), Belgique (5), Bénin (9), Congo (1), Côte d'Ivoire (7), France (17), Gabon (10), Mali (4), Maroc (2), Niger (1), Nouvelle-Zélande (1), Québec (4), Roumanie (1), Sénégal (3), Suisse (1), Tchad (2), Togo (1).
17 parties, un maximum de 51 points de match.
Lors de la finale, Abib Alabi bat Gildas Ingrid Madela par deux manches et demie à zéro et demie (413-380, 495-495, 442-418).
| Rang |                      | Score |                  |
| 1    | Abib ALABI           | 43    | Côte d'Ivoire    |
| 2    | Gildas Ingrid MADELA | 43    | Gabon            |
| 3    | Ahmed SANOKO         | 41    | Côte d'Ivoire    |
| 4    | Nigel RICHARDS       | 41    | Nouvelle-Zélande |
| 5    | Babacar MBENGUE      | 40    | Sénégal          |
| 6    | Julien AFFATON       | 39    | Bénin            |
| 7    | Benjamin VALOUR      | 39    | France           |
| 8    | Emile AGBANGLASSI    | 39    | Bénin            |
| 9    | Dimitri FOUAFOUA     | 39    | Gabon            |
| 10   | Yao Luc KOFFI        | 39    | Côte d'Ivoire    |

Classement complet
Cette édition a vu le grand retour de la Côte d'Ivoire, quasi absente des championnats depuis 2010 : victoire du champion d'Afrique en titre Abib Alabi et troisième place d'Ahmed Sanoko. Le Gabon, cette année par Gildas Ingrid Madela, est pour la troisième année consécutive finaliste malheureux. Le prodige Nigel Richards ne réédite pas son exploit de 2015 mais décroche une belle quatrième place. Le Scrabble africain conforte sa domination avec 8 joueurs dans les 10 premiers !

### 2015 - Louvain-la-Neuve (Belgique)
73 joueurs de 16 pays : Algérie (1), Belgique (14), Bénin (6), Burkina Faso (1), Cameroun (2), Côte d'Ivoire (2), France (22), Gabon (11), Niger (1), Nouvelle-Zélande (1), Québec (3), Roumanie (3), Sénégal (1), Suisse (2), Tchad (1), Togo (2).
17 parties, un maximum de 51 points de match.
Lors de la finale, Nigel Richards bat Schélick Ilagou Rekawe par deux manches à une (370-427, 484-376, 565-434).
| Rang |                             | Score |                  |
| 1    | Nigel Richards              | 45    | Nouvelle-Zélande |
| 2    | Schelick ILAGOU REKAWE      | 43    | Gabon            |
| 3    | François-Xavier ADJOVI      | 43    | Bénin            |
| 4    | Hissene BRAHIM              | 41    | Tchad            |
| 5    | Jean-Pierre BRELLE          | 41    | France           |
| 6    | Dolrick BITEGUE-BI-ONDZAGUE | 39    | Gabon            |
| 7    | Belphégore MPAGA RETENO     | 39    | Gabon            |
| 8    | Hervé BOHBOT                | 39    | France           |
| 9    | Alain TACHET                | 39    | France           |
| 10   | Julien AFFATON              | 39    | Bénin            |

Classement complet
Un championnat marqué par la performance incroyable de Nigel Richards : la maîtrise du vocabulaire français en à peine 2 mois d'apprentissage associée à une parfaite technique et à un sens de la stratégie et de l'anticipation hors du commun a produit un joueur presque imbattable. Cet exploit masque les autres faits importants de ce championnat : la domination du Scrabble africain avec un niveau de plus en plus élevé des joueurs gabonais (3 dans les 7 premiers et la deuxième finale consécutive de Schélick Ilagou Rekawe), le passage de François-Xavier Adjovi devant Julien Affaton, les deux étoiles du Scrabble béninois, la première participation du Tchad avec une très belle quatrième place de Hissene Brahim. On retrouve par ailleurs les mêmes joueurs français aux places d'honneur que les années précédentes.

### 2014 - Aix-les-Bains (France)
79 joueurs de 15 pays : Algérie (1), Belgique (8), Bénin (9), Burkina Faso (7), Cameroun (2), République Démocratique du Congo (1), Côte d'Ivoire (1), France (26), Gabon (8), Madagascar (1), Québec (4), Roumanie (2), Sénégal (4), Suisse (4), Togo (1).
17 parties, un maximum de 51 points de match.
Lors de la finale, Julien Affaton bat Schélick Ilagou Rekawe par deux manches à zéro (419-351, 493-429).
| Rang |                        | Score |              |
| 1    | Julien AFFATON         | 46    | Bénin        |
| 2    | Schelick ILAGOU REKAWE | 45    | Gabon        |
| 3    | Nicolas BARTHOLDI      | 42    | Suisse       |
| 4    | Christian COUSTILLAS   | 41    | France       |
| 5    | Hervé BOHBOT           | 41    | France       |
| 6    | Athanase TAPSOBA       | 39    | Burkina Faso |
| 7    | Pascal ASTRESSES       | 39    | France       |
| 8    | Emile AGBANGLASSI      | 39    | Bénin        |
| 9    | Thomas DELANNOY        | 39    | France       |
| 10   | Jean-Pierre BRELLE     | 39    | France       |

Classement complet

### 2013 - Rimouski (Québec)
33 joueurs de 10 pays : Belgique (1), Bénin (2), France (12), Gabon (3), Maroc (1), Québec (8), Roumanie (1), Sénégal (2), Suisse (1), Togo (1).
17 parties, un maximum de 51 points de match.
Lors de la finale, Christian Coustillas bat Julien Affaton deux manches à une : 503-489, 389-432 et 425-314 (abandon).
| Rang |                                | Score |          |
| 1    | Christian COUSTILLAS           | 43    | France   |
| 2    | Julien AFFATON                 | 43    | Bénin    |
| 3    | François-Xavier ADJOVI         | 41    | Bénin    |
| 4    | Alain TACHET                   | 41    | France   |
| 5    | Schelick ILAGOU REKAWE         | 41    | Gabon    |
| 6    | Hervé BOHBOT                   | 39    | France   |
| 7    | Darel Oswaldo MOUSSODOU PAMBOU | 39    | Gabon    |
| 8    | Guillaume CLAVIÈRE             | 37    | France   |
| 9    | Pierre NABAT                   | 35    | France   |
| 10   | Olivier PAPLEUX                | 35    | Belgique |

Classement complet

### 2012 - Montauban (France)
74 joueurs de 16 pays : Algérie (1), Angola (1), Belgique (8), Burkina Faso (2), Bénin (4), Centrafrique (1), Congo Brazzaville (2), Congo Kinshasa (2), France (26), Gabon (5), Mali (1), Québec (4), Roumanie (2), Sénégal (10), Suisse (2), Togo (3).
17 parties, un maximum de 51 points de match.
Lors de la finale, Pierre-Olivier Georget bat Julien Affaton deux manches à une (481-448, 430-560 et 482-441).
| Rang |                        | Score |                                  |
| 1    | Pierre-Olivier GEORGET | 45    | France                           |
| 2    | Julien AFFATON         | 43    | Bénin                            |
| 3    | Parfait MOUANDA        | 43    | République du Congo              |
| 4    | Raymond ESSOMBA        | 41    | France                           |
| 5    | Mamadou PATHÉ SÉNÉ     | 41    | Sénégal                          |
| 6    | France IYELAKONGO      | 39    | République démocratique du Congo |
| 7    | Jean-François HIMBER   | 39    | France                           |
| 8    | Gildas Ingrid MADELA   | 39    | Gabon                            |
| 9    | Jean DIEYE             | 39    | Sénégal                          |
| 10   | Benoît BERTRAND        | 39    | France                           |

Classement complet

### 2011 - Montreux (Suisse)
56 joueurs de 12 pays : Algérie (1), Belgique (8), Bénin (4), France (20), Gabon (4), Madagascar (1), Maurice (1), Québec (3), Roumanie (3), Sénégal (4), Suisse (5), Togo (2).
14 parties, un maximum de 42 points de match.
Lors de la finale, Jean-François Ramel bat Julien Affaton deux manches à zéro (532-497, 494-410).
| Rang |                     | Score |         |
| 1    | Jean-François RAMEL | 38    | France  |
| 2    | Julien AFFATON      | 36    | Bénin   |
| 3    | Luc MAURIN          | 34    | France  |
| 4    | Serge EMIG          | 34    | France  |
| 5    | Boubacar MANÉ       | 34    | Sénégal |
| 6    | Mamadou GUÈNE       | 32    | Sénégal |
| 7    | Babacar MBENGUÉ     | 32    | Sénégal |
| 8    | André DEGUIRE       | 32    | Québec  |
| 9    | Rachid BOUDJENANE   | 32    | Algérie |
| 10   | Jean-Louis FÈVRE    | 32    | France  |

Classement complet

### 2010 - Montpellier, France
81 joueurs de 19 pays : Angola (1), Belgique (8), Bénin (4), Burkina (1), Cameroun (1), Congo-Brazzaville (3), Congo-Kinshasa (3), Côte d'Ivoire (5), Espagne (1), France (29), Madagascar (1), Mali (5), Mauritanie (1), Pologne (1), Québec (4), Roumanie (3), Sénégal (5), Suisse (4), Togo (2).
14 parties, un maximum de 42 points de match.
Lors de la finale, Christian Coustillas bat Gilles Sauze deux manches à une (409-390, 402-488, 386-335).
| Rang |                      | Score |                                  |
| 1    | Christian COUSTILLAS | 35    | France                           |
| 2    | Gilles SAUZE         | 36    | France                           |
| 3    | Hughes DAMRY         | 34    | Belgique                         |
| 4    | Julien AFFATON       | 34    | Bénin                            |
| 5    | Olivier SAUL         | 34    | France                           |
| 6    | Mandy MILON          | 34    | France                           |
| 7    | Elisée POKA          | 34    | Côte d'Ivoire                    |
| 8    | Alain TACHET         | 33    | France                           |
| 9    | France IYELAKONGO    | 33    | République démocratique du Congo |
| 10   | Marc NOËL            | 33    | Belgique                         |

Classement complet

### 2009 - Mons, Belgique
58 joueurs de 12 pays : Belgique (14), Congo-Brazzaville (2), Congo-Kinshasa (4), France (16), Gabon (1), Guinée (1), Mauritanie (1), Québec (4), Roumanie (2), Royaume-Uni (1), Sénégal (9), Suisse (3).
14 parties, un maximum de 42 points de match.
Lors de la finale, Benjamin Valour  bat Pierre-Olivier Georget deux manches à une (476-373, 444-446, 511-400).
| Rang |                        | Score |                                  |
| 1    | Benjamin VALOUR        | 36    | France                           |
| 2    | Pierre-Olivier GEORGET | 36    | France                           |
| 3    | Jean-Luc DIVES         | 35    | Belgique                         |
| 4    | Dolly AKONGO           | 34    | Belgique                         |
| 5    | Boubacar MANÉ          | 34    | Sénégal                          |
| 6    | Didier GIDROL          | 33    | France                           |
| 7    | France IYELAKONGO      | 32    | République démocratique du Congo |
| 8    | Nicolas BARTHOLDI      | 32    | Suisse                           |
| 9    | Fiston LIKUTA          | 32    | République démocratique du Congo |
| 10   | Amar DIOKH             | 32    | Sénégal                          |

Classement complet

### 2008 - Dakar, Sénégal
71 joueurs de 13 pays : Belgique (4), Bénin (4), Congo-Brazzaville (6), Côte d'Ivoire (2), France (14), Gabon (1), Guinée (4), Mali (6), Niger (1), Québec (1), Roumanie (1), Sénégal (23), Togo (4). 
14 parties, un maximum de 42 points de match.
Lors de la finale, Elisée Poka bat Pascal Astresses deux manches à zéro (511-377, 459-388).
| Rang |                         | Score |                     |
| 1    | Elisée POKA             | 38    | Côte d'Ivoire       |
| 2    | Pascal ASTRESSES        | 36    | France              |
| 3    | Salya SYLLA             | 34    | Mali                |
| 4    | Mohamed Lamine BANGOURA | 34    | Guinée              |
| 5    | Dick Joseph KOUASSI     | 34    | Côte d'Ivoire       |
| 6    | Anicet Patrick DOUTA    | 33    | République du Congo |
| 7    | Antonin MICHEL          | 32    | France              |
| 8    | Hadina AIDARA           | 32    | Sénégal             |
| 9    | Kevin SOKI              | 32    | République du Congo |
| 10   | Hervé BOHBOT            | 32    | France              |

Classement complet

### 2007 - Québec, Canada
36 joueurs de 7 pays : Belgique (4), France (15), Niger (1), Québec (9), Roumanie (1), Sénégal (4), Suisse (2).
14 parties, un maximum de 42 points de match.
Lors de la finale, Amar Diokh bat Édouard Lebeau deux manches à zéro (524-377, 433-413).
| Rang |                        | Score |         |
| 1    | Amar DIOKH             | 34    | Sénégal |
| 2    | Édouard LEBEAU         | 36    | France  |
| 3    | Didier KADIMA          | 34    | Québec  |
| 4    | Nicolas BARTHOLDI      | 34    | Suisse  |
| 5    | Antonin MICHEL         | 34    | France  |
| 6    | Serge DELHOM           | 32    | France  |
| 7    | Pierre-Olivier GEORGET | 32    | France  |
| 8    | Abdou DJIBO            | 32    | Niger   |
| 9    | Serge EMIG             | 30    | France  |
| 10   | Thierno Amadou DIALLO  | 30    | Québec  |

Classement complet

### 2006 - Tours, France
54 joueurs de 14 pays : Belgique (10), Burundi (1), Cameroun (1), Congo-Brazzaville (1), Congo-Kinshasa (2), France (17), Gabon (2), Niger (2), Québec (4), Roumanie (1), Royaume-Uni (1), Sénégal (8), Suisse (3), Togo (1).
12 parties (maximum de 36 points de match).
Lors de la finale, Parfait Mouanda bat Henry-Marcel Engongé deux manches à zéro (498-444, 476-428).
| Rang |                      | Score |                                  |
| 1    | Parfait MOUANDA      | 30    | République du Congo              |
| 2    | Henry-Marcel ENGONGÉ | 32    | République démocratique du Congo |
| 3    | Pierre SALVATI       | 30    | France                           |
| 4    | Abdouramane MOUSSA   | 30    | Niger                            |
| 5    | Babacar Amadou DIENG | 28    | Sénégal                          |
| 6    | Jean-Luc DIVES       | 28    | Belgique                         |
| 7    | Christian COUSTILLAS | 28    | France                           |
| 8    | Löhr-Brice DJOPHANT  | 28    | Cameroun                         |
| 9    | Édouard HUOT         | 28    | Québec                           |
| 10   | Abdoulaye SECK       | 28    | Sénégal                          |

Classement complet

## Statistiques

### Nombre de médailles par joueur
| Rang | Pays                                           | Nom                         |   |   |   | Total |
| ---- | ---------------------------------------------- | --------------------------- | - | - | - | ----- |
| 1    | Drapeau de la Nouvelle-Zélande                 | Nigel Richards              | 2 | 0 | 0 | 2     |
| 1    | Drapeau de la France                           | Benjamin Valour             | 2 | 0 | 0 | 2     |
| 1    | Drapeau de la France                           | Christian Coustillas        | 2 | 0 | 0 | 2     |
| 4    | Drapeau du Bénin                               | Julien Affaton              | 1 | 3 | 0 | 4     |
| 5    | Drapeau de la Côte d'Ivoire                    | Elisée Poka                 | 1 | 1 | 1 | 3     |
| 6    | Drapeau de la France                           | Pierre-Olivier Georget      | 1 | 1 | 0 | 2     |
| 7    | Drapeau du Bénin                               | François-Xavier Adjovi      | 1 | 0 | 2 | 3     |
| 8    | Drapeau de la France                           | Quentin Mallegol            | 1 | 0 | 1 | 2     |
| 8    | Drapeau de la Côte d'Ivoire                    | Mamadou Sanoko              | 1 | 0 | 1 | 2     |
| 8    | Drapeau de la république du Congo              | Parfait Mouanda             | 1 | 0 | 1 | 2     |
| 11   | Drapeau de la France                           | Fabien Douté                | 1 | 0 | 0 | 1     |
| 11   | Drapeau du Cameroun                            | Eric Salvador Tchouyo       | 1 | 0 | 0 | 1     |
| 11   | Drapeau du Québec                              | Francis Desjardins          | 1 | 0 | 0 | 1     |
| 11   | Drapeau de la Côte d'Ivoire                    | Abib Alabi                  | 1 | 0 | 0 | 1     |
| 11   | Drapeau de la France                           | Jean-François Ramel         | 1 | 0 | 0 | 1     |
| 11   | Drapeau du Sénégal                             | Amar Diokh                  | 1 | 0 | 0 | 1     |
| 17   | Drapeau du Gabon                               | Schélick Ilagou Rekawe      | 0 | 2 | 0 | 2     |
| 18   | Drapeau du Gabon                               | Belphégore Mpaga Reteno     | 0 | 1 | 1 | 2     |
| 19   | Drapeau du Cameroun                            | King Josaphat Nkouete Chewa | 0 | 1 | 0 | 1     |
| 19   | Drapeau de la France                           | Jérôme Guérel               | 0 | 1 | 0 | 1     |
| 19   | Drapeau du Burkina Faso                        | Ousmane Lengané             | 0 | 1 | 0 | 1     |
| 19   | Drapeau de la France                           | Gauthier Houillon           | 0 | 1 | 0 | 1     |
| 19   | Drapeau du Cameroun                            | Amédée Assomo               | 0 | 1 | 0 | 1     |
| 19   | Drapeau de la Côte d'Ivoire                    | Gueu Mathieu Zingbé         | 0 | 1 | 0 | 1     |
| 19   | Drapeau du Gabon                               | Gildas Ingrid Madela        | 0 | 1 | 0 | 1     |
| 19   | Drapeau de la France                           | Gilles Sauze                | 0 | 1 | 0 | 1     |
| 19   | Drapeau de la France                           | Pascal Astresses            | 0 | 1 | 0 | 1     |
| 19   | Drapeau de la France                           | Edouard Lebeau              | 0 | 1 | 0 | 1     |
| 19   | Drapeau de la république démocratique du Congo | Henry-Marcel Engongé        | 0 | 1 | 0 | 1     |
| 30   | Drapeau de la Suisse                           | Nicolas Bartholdi           | 0 | 0 | 2 | 2     |
| 31   | Drapeau du Bénin                               | Hervé Boni                  | 0 | 0 | 1 | 1     |
| 31   | Drapeau de la France                           | Antonin Michel              | 0 | 0 | 1 | 1     |
| 31   | Drapeau de la France                           | Jean-François Lachaud       | 0 | 0 | 1 | 1     |
| 31   | Drapeau de la France                           | Samson Tessier              | 0 | 0 | 1 | 1     |
| 31   | Drapeau de la France                           | Luc Maurin                  | 0 | 0 | 1 | 1     |
| 31   | Drapeau de la Belgique                         | Hugues Damry                | 0 | 0 | 1 | 1     |
| 31   | Drapeau de la Belgique                         | Jean-Luc Dives              | 0 | 0 | 1 | 1     |
| 31   | Drapeau du Mali                                | Salya Sylla                 | 0 | 0 | 1 | 1     |
| 31   | Drapeau du Québec                              | Didier Kadima               | 0 | 0 | 1 | 1     |
| 31   | Drapeau de la France                           | Pierre Salvati              | 0 | 0 | 1 | 1     |

### Nombre de médailles par pays
| Rang | Nom                              |   |   |   | Total |
| ---- | -------------------------------- | - | - | - | ----- |
| 1    | France                           | 8 | 6 | 6 | 21    |
| 2    | Côte d'Ivoire                    | 3 | 2 | 2 | 7     |
| 3    | Bénin                            | 2 | 3 | 3 | 8     |
| 4    | Nouvelle-Zélande                 | 2 | 0 | 0 | 2     |
| 5    | Cameroun                         | 1 | 1 | 1 | 3     |
| 6    | République du Congo              | 1 | 0 | 1 | 2     |
| 6    | Québec                           | 1 | 0 | 1 | 2     |
| 8    | Sénégal                          | 1 | 0 | 0 | 1     |
| 9    | Gabon                            | 0 | 4 | 1 | 5     |
| 10   | Burkina Faso                     | 0 | 1 | 0 | 1     |
| 10   | République démocratique du Congo | 0 | 1 | 0 | 1     |
| 12   | Belgique                         | 0 | 0 | 2 | 2     |
| 12   | Suisse                           | 0 | 0 | 2 | 2     |
| 14   | Mali                             | 0 | 0 | 1 | 1     |

### Participants par pays
Le record du plus grand nombre de pays représentés (19) au championnat du monde de Scrabble classique est détenu par l'édition 2010 qui a eu lieu à Montpellier (France) et celui du plus grand nombre de participants (104) par l'édition 2024 de Montauban. A ce jour, 32 nations différentes ont été représentées en Championnat du monde de Scrabble classique. Parmi les nations affiliées à la Fédération internationale de Scrabble francophone, seuls Haïti, le Liban, le Luxembourg et la Tunisie n'ont jamais pris part à l'épreuve.
| Pays                             | 2006 | 2007 | 2008 | 2009 | 2010 | 2011 | 2012 | 2013 | 2014 | 2015 | 2016 | 2017 | 2018 | 2019 | 2021 | 2022 | 2023 | 2024 | 2025 |
| -------------------------------- | ---- | ---- | ---- | ---- | ---- | ---- | ---- | ---- | ---- | ---- | ---- | ---- | ---- | ---- | ---- | ---- | ---- | ---- | ---- |
| Algérie                          |      |      |      |      |      | 1    | 1    |      | 1    | 1    | 1    | 2    | 1    | 3    | 1    | 1    | 1    | 2    | 1    |
| Angola                           |      |      |      |      | 1    |      | 1    |      |      |      |      |      |      |      |      |      |      |      |      |
| Belgique                         | 10   | 4    | 4    | 14   | 8    | 8    | 8    | 1    | 8    | 14   | 5    | 8    | 4    | 8    | 8    | 13   | 6    | 6    | 5    |
| Bénin                            |      |      | 4    |      | 4    | 4    | 4    | 2    | 9    | 6    | 9    | 9    | 2    | 7    |      | 6    | 6    | 10   | 10   |
| Burkina Faso                     |      |      |      |      | 1    |      | 2    |      | 7    | 1    |      |      |      | 3    |      |      | 7    | 1    | 7    |
| Burundi                          | 1    |      |      |      |      |      |      |      |      |      |      |      |      |      |      |      |      |      |      |
| Cameroun                         | 1    |      |      |      | 1    |      |      |      | 1    | 2    |      |      | 1    |      | 9    | 10   | 8    | 11   | 11   |
| République centrafricaine        |      |      |      |      |      |      | 1    |      |      |      |      |      |      |      |      |      |      |      |      |
| République du Congo              | 1    |      | 6    | 4    | 3    |      | 2    |      |      |      | 1    |      |      |      |      |      |      |      | 1    |
| République démocratique du Congo | 1    |      |      | 4    | 3    |      | 2    |      | 1    |      |      |      |      | 1    |      |      |      |      | 1    |
| Côte d'Ivoire                    |      |      | 2    |      | 5    |      |      |      | 1    | 2    | 7    | 2    | 4    | 3    | 5    | 5    | 5    | 12   | 3    |
| Espagne                          |      |      |      |      | 1    |      |      |      |      |      |      |      |      |      |      |      |      |      |      |
| France                           | 17   | 15   | 14   | 16   | 29   | 20   | 26   | 12   | 26   | 22   | 17   | 20   | 18   | 28   | 27   | 20   | 19   | 27   | 22   |
| Gabon                            | 2    |      | 1    | 1    |      | 4    | 5    | 3    | 8    | 11   | 10   | 9    | 1    | 8    | 1    | 7    | 2    | 8    |      |
| Grèce                            |      |      |      |      |      |      |      |      |      |      |      |      |      |      | 2    | 2    | 1    | 1    | 1    |
| Guinée                           |      |      | 4    | 1    |      |      |      |      |      |      |      |      |      |      |      |      |      | 2    |      |
| Madagascar                       |      |      |      |      | 1    | 1    |      |      | 1    |      |      |      |      | 2    |      |      |      |      |      |
| Mali                             |      |      | 6    |      | 5    |      | 1    |      |      |      | 4    |      |      |      |      |      |      |      |      |
| Maroc                            |      |      |      |      |      |      |      | 1    |      |      | 2    |      |      |      |      | 1    |      | 1    |      |
| Maurice                          |      |      |      |      |      | 1    |      |      |      |      |      |      |      |      |      |      |      |      |      |
| Mauritanie                       |      |      |      | 1    | 1    |      |      |      |      |      |      | 2    |      |      |      | 2    |      |      |      |
| Niger                            | 2    | 1    | 1    |      |      |      |      |      |      | 1    | 1    |      |      |      |      |      |      |      |      |
| Nouvelle-Zélande                 |      |      |      |      |      |      |      |      |      | 1    | 1    | 1    | 1    | 1    |      |      |      |      | 1    |
| Pologne                          |      |      |      |      | 1    |      |      |      |      |      |      |      |      |      |      |      |      |      |      |
| Québec                           | 4    | 9    | 1    | 4    | 4    | 3    | 4    | 8    | 4    | 3    | 4    | 6    | 5    | 5    | 1    | 5    | 5    | 5    | 8    |
| Roumanie                         | 1    | 1    | 1    | 2    | 3    | 3    | 2    | 1    | 2    | 3    | 1    | 3    | 1    | 3    | 1    | 2    | 2    | 3    | 2    |
| Royaume-Uni                      | 1    |      |      | 1    |      |      |      |      |      |      |      |      |      |      |      |      |      |      |      |
| Sénégal                          | 8    | 4    | 23   | 9    | 5    | 4    | 10   | 2    | 4    | 1    | 3    | 2    | 1    | 1    | 9    | 4    | 4    | 9    | 4    |
| Suisse                           | 3    | 2    |      | 3    | 4    | 5    | 2    | 1    | 4    | 2    | 1    | 7    | 4    | 4    | 4    | 4    | 8    | 5    | 2    |
| Tchad                            |      |      |      |      |      |      |      |      |      | 1    | 2    |      |      |      |      |      |      |      | 1    |
| Thaïlande                        |      |      |      |      |      |      |      |      |      |      |      |      |      |      |      |      |      | 1    |      |
| Togo                             | 1    |      | 4    |      | 2    | 2    | 3    | 1    | 1    | 2    | 1    | 3    | 2    | 3    |      |      |      |      | 4    |
| Pays représentés                 | 14   | 7    | 13   | 12   | 19   | 12   | 16   | 10   | 15   | 16   | 17   | 13   | 13   | 15   | 11   | 14   | 12   | 16   | 17   |
| Participants                     | 54   | 38   | 71   | 58   | 81   | 56   | 74   | 33   | 79   | 73   | 70   | 74   | 46   | 80   | 68   | 82   | 74   | 104  | 84   |

### Meilleure performance par pays
Parmi les 32 nations ayant participé au Championnat du monde de Scrabble classique, 8 ont remporté l'épreuve et 14 se sont hissé sur le podium.
| Rang | Pays                             | Participations par épreuve | Participations individuelles | Meilleur classement obtenu | Joueur(s) le(s) mieux classé(s) |
| ---- | -------------------------------- | -------------------------- | ---------------------------- | -------------------------- | --- |
| 1    | France                           | 19                         | 395                          | 1re                        | Benjamin Valour (2009, 2017), Christian Coustillas (2010, 2013), Jean-François Ramel (2011), Pierre-Olivier Georget (2012), Fabien Douté (2024), Quentin Mallegol (2025) |
| 2    | Côte d'Ivoire                    | 13                         | 56                           | 1re                        | Elisée Poka (2008), Abib Alabi (2016), Mamadou Sanoko (2022) |
| 3    | Bénin                            | 15                         | 92                           | 1re                        | Julien Affaton (2014), François-Xavier Adjovi (2023) |
|      | Nouvelle-Zélande                 | 6                          | 6                            | 1re                        | Nigel Richards (2015, 2018) |
| 5    | Cameroun                         | 10                         | 55                           | 1re                        | Eric Salvador Tchouyo (2021) |
|      | Québec                           | 19                         | 88                           | 1re                        | Francis Desjardins (2019) |
|      | Sénégal                          | 19                         | 107                          | 1re                        | Amar Diokh (2018) |
|      | République du Congo              | 7                          | 18                           | 1re                        | Parfait Mouanda (2006) |
| 9    | Gabon                            | 16                         | 81                           | 2e                         | Schélick Ilagou Rekawe (2014, 2015), Gildas Ingrid Madela (2016), Belphégore Mpaga Reteno (2017)                                                                         |
| 10   | Burkina Faso                     | 8                          | 29                           | 2e                         | Ousmane Lengané (2023) |
|      | République démocratique du Congo | 7                          | 13                           | 2e                         | Henry-Marcel Engongé (2006) |
| 12   | Suisse                           | 18                         | 65                           | 3e                         | Nicolas Bartholdi (2014, 2021) |
|      | Belgique                         | 19                         | 142                          | 3e                         | Jean-Luc Dives (2009), Hugues Damry (2010) |
| 14   | Mali                             | 4                          | 16                           | 3e                         | Salya Sylla (2008) |
| 15   | Tchad                            | 3                          | 4                            | 4e                         | Brahim Issene (2015) |
|      | Guinée                           | 3                          | 7                            | 4e                         | Mohamed Lamine Bangoura (2008) |
|      | Niger                            | 5                          | 6                            | 4e                         | Abdouramane Moussa (2006) |
| 18   | Algérie                          | 13                         | 17                           | 9e                         | Rachid Boudjenane (2011) |
| 19   | Togo                             | 13                         | 29                           | 12e                        | Egno Kokou Degbé (2011) |
| 20   | Maroc                            | 4                          | 5                            | 13e                        | Boualem Ben Moha (2013) |
| 21   | Grèce                            | 5                          | 7                            | 16e                        | Orphée Visvikis (2024) |
| 22   | Roumanie                         | 19                         | 37                           | 17e                        | Teodora Bohbot (2011) |
| 23   | Mauritanie                       | 4                          | 6                            | 20e                        | Karamoko Ba (2010) |
| 24   | Madagascar                       | 4                          | 5                            | 21e                        | Andry Ralijaona (2011) |
| 25   | Royaume-Uni                      | 2                          | 2                            | 33e                        | Martin Gardner (2006) |
| 26   | Burundi                          | 1                          | 1                            | 34e                        | Prince Bukuru (2006) |
| 27   | République centrafricaine        | 1                          | 1                            | 44e                        | Ali Amadou (2012) |
| 28   | Maurice                          | 1                          | 1                            | 56e                        | Jean Desjardins (2011) |
| 29   | Angola                           | 2                          | 2                            | 69e                        | Garcia Eduardo N. Ndunga (2012) |
| 30   | Pologne                          | 1                          | 1                            | 78e                        | Milosz Wrzalek (2010) |
| 31   | Espagne                          | 1                          | 1                            | 79e                        | Fernand Monreal (2010) |
| 32   | Thaïlande                        | 1                          | 1                            | 97e                        | Phanuwat Lertkasetakam (2024) |